# キャロライン・ワルド
キャロライン・ワルド（Carolyn Waldo、英語発音: [kærələn wɔːldoʊ]（キャロリン・ウォールドー）、 1964年12月11日 - ）は、カナダ・ケベック州モントリオール出身のアーティスティックスイミング選手。デュエットでは主にミシェル・キャメロンとペアを組んでいた。1988年にはカナダの年間最優秀スポーツ選手に与えられる賞ルー・マーシュ賞を受賞した。
1984年ロサンゼルスオリンピックでソロで銀メダルを獲得した。1988年ソウルオリンピックではソロとデュエットに参加しカナダ人の女性初となるオリンピックで2個の金メダルを獲得した。
キャメロンとのペアとしては1985年と1987年に開催されたFINAシンクロワールドカップ、1986年のスペインオープン、1986年のコモンウェルスゲームズ、1987年のパンパシフィック水泳選手権などで優勝を収めた。
1998年に引退した後はオタワのテレビ局のCJOH-TVのスポーツキャスターとして働いている。